# Ammar Jemal
Ammar Jemal (arabisch عمار الجمل) (* 20. April 1987 in M’saken, Tunesien) ist ein tunesischer ehemaliger Fußballspieler, der als Verteidiger agierte.

## Karriere
Jemal begann seine Profilaufbahn in Sousse beim tunesischen Verein Étoile sportive du Sahel. Sein erstes Auslandsengagement trat er 2010/11 in der Schweiz bei Young Boys Bern an. In seiner Premierensaison lief er 26-mal in der Axpo Super League auf und erzielte fünf Treffer. Nach dem Ausscheiden seines Vereins in der Champions-League-Qualifikation gegen Tottenham Hotspur im August 2010 spielte er zudem 2010/11 siebenmal in der Europa League und erzielte ein Tor.
Im August 2011 wechselte Jemal auf Leihbasis nach Deutschland zum 1. FC Köln, der sich eine Kaufoption sicherte. Sein Ligadebüt gab er am 17. September 2011 (6. Spieltag) beim 4:1-Auswärtserfolg seines Teams gegen Bayer 04 Leverkusen. Sein erstes Tor für die Kölner erzielte Jemal am 7. April 2012 zum 1:1-Ausgleich im Heimspiel gegen den SV Werder Bremen. Nach der Saison 2011/12 verzichtete Köln auf die Kaufoption.
Ende August 2012 wurde Jemal für ein Jahr an den französischen Erstligisten AC Ajaccio ausgeliehen. In der Winterpause 2012/13 wechselte er nach Tunesien zum Club Africain Tunis, bei dem er einen Vertrag bis zum 30. Juni 2016 unterschrieb.
Im Sommer 2013 wechselte er für ein Jahr auf Leihbasis nach Saudi-Arabien zu Al-Fateh.
Ein Jahr darauf, im August 2014, kehrte er zu seinem Jugendverein Étoile Sportive du Sahel zurück. Hier spielte er fast drei Jahre und ging dann für eine halbe Saison zu al-Arabi, ehe er im Januar 2018 erneut nach Sahel zurückkehrte.

## Nationalmannschaft
Jemal gab sein Debüt für die tunesische Fußballnationalmannschaft am 11. Februar 2009 gegen die Niederlande (Endergebnis 1:1). Insgesamt absolvierte er bis 2015 zwanzig Länderspiele und erzielte vier Tore.